# (5001) EMP
(5001) EMP (1987 SB1) – planetoida z grupy pasa głównego asteroid okrążająca Słońce w ciągu 4,35 lat w średniej odległości 2,66 j.a. Odkryta 19 września 1987 roku.